# 松平大弐
松平 大弐（まつだいら だいに、文政6年（1823年） - 元治元年8月11日（1864年9月11日））は、幕末の武士。金沢藩の家老。前田家の家臣。前田慶寧の側用人。本名は康正（やすまさ）。通称は鉄吉郎、玄蕃。
明治31年（1898年）、従四位を追贈された。墓所は野田山墓地。